# Paul Steinhardt

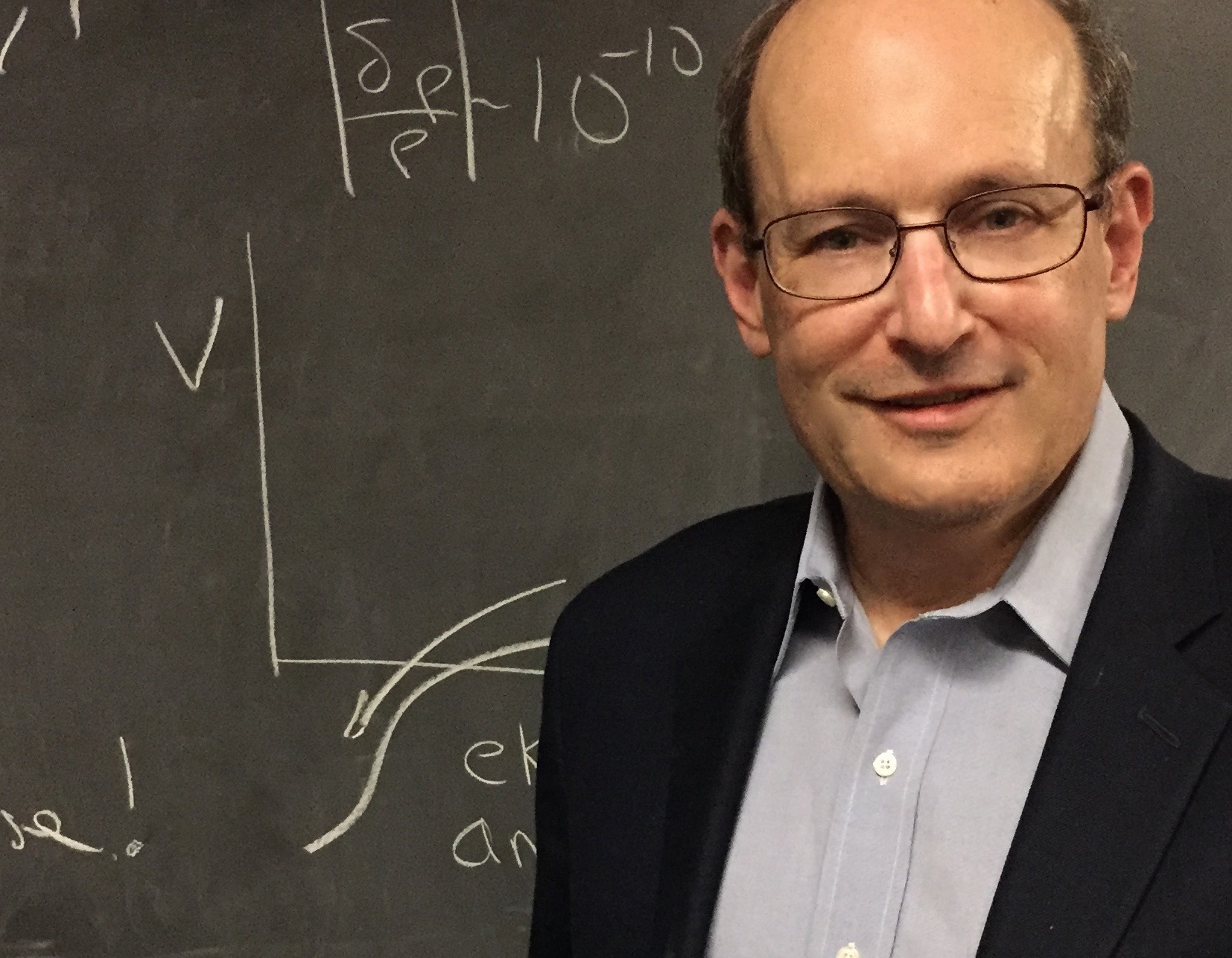
Paul J. Steinhardt (2015)

Paul Joseph Steinhardt (* 25. Dezember 1952 in Washington, D.C.) ist ein US-amerikanischer theoretischer Physiker.

## Leben
Steinhardt studierte am California Institute of Technology (Bachelor 1974), machte 1975 in Harvard seinen Master-Abschluss und promovierte dort 1978 bei Sidney Coleman. Danach war er bis 1981 Junior Fellow in Harvard. Er forschte in Harvard und ab 1981 an der University of Pennsylvania, wo er 1989 eine Professur erhielt. Seit 1998 ist er Professor an der Princeton University, wo er seit 2001 Albert-Einstein Professor ist.
Steinhardt war 1982 bis 1986 Alfred P. Sloan Research Fellow und 1994/5 Guggenheim Fellow. 1986 wurde er Fellow der American Physical Society, 1998 Mitglied der National Academy of Sciences. 2002 erhielt er die Dirac-Medaille (ICTP). 2010 erhielt er mit Dov Levine und Alan Mackay den Oliver E. Buckley Condensed Matter Prize für seine Arbeiten über Quasikristalle.

## Wirken
Steinhardt ist bekannt für seine Arbeiten in theoretischer Kosmologie, wo er maßgeblich an der Entwicklung der Theorien der kosmischen Inflation (das sogenannte neue inflationäre Modell, zusammen mit seinem Doktoranden Andreas Albrecht 1982) und Quintessenz (1998) beteiligt war. Ferner arbeitete er an den methodologischen Grundlagen, durch astronomische Beobachtungen Eigenschaften der kosmologischen Modelle aufzuklären.
Seine neuesten Arbeiten beschäftigten sich mit der Branenkosmologie, speziell mit dem ekpyrotischen Universum und zyklischen Weltmodellen (mit Neil Turok), als Alternative zu inflationären Modellen. Nach eigener Aussage ist er von der Richtung, die die Inflationstheorie zwischenzeitlich genommen hatte mit der Betonung der Existenz von Multiversen enttäuscht und hält das für eine Sackgasse. Ferner arbeitet Steinhardt über Quasikristalle, für die er auch mehrere Patente hält.
Im Jahr 2021 gab ein Team um Paul Steinhardt bekannt, in Trinitit, das bei der ersten Atomexplosion der Geschichte (Trinity-Test) am 16. Juli 1945 entstanden war, den bisher unbekannten, von einem Kupfertropfen umhüllten Quasikristall Si61Cu30Ca7Fe2 mit fünfzähliger Symmetrie entdeckt zu haben. Das Kupfer stammt von einem bei dem Test verwendeten Elektrokabel. Es handelt sich um den ältesten bekannten anthropogenen Quasikristall.

## Publikationen
Steinhardt veröffentlichte mehr als 200 wissenschaftliche Arbeiten.
- A. Albrecht und P. J. Steinhardt: Cosmology For Grand Unified Theories With Radiatively Induced Symmetry Breaking. In. Physical Review Letters. Band 48, 1982, S. 1220.
- J. M. Bardeen, P. J. Steinhardt und M. S. Turner: Spontaneous Creation Of Almost Scale-Free Density Perturbations In An Inflationary Universe. In. Physical Review D. Band 28, 1983, S. 679.
- P. J. Steinhardt und S. Ostlund: The Physics of Quasicrystals. World Scientific, Singapore 1987.
- R. R. Caldwell, R. Dave und P. J. Steinhardt: Cosmological Imprint of an Energy Component with General Equation-of-State. In: Physical Review Letters. Band 80, 1998, S. 1582, arxiv:astro-ph/9708069.
- I. Zlatev, L. M. Wang und P. J. Steinhardt: Quintessence, Cosmic Coincidence, and the Cosmological Constant. In. Physical Review Letters. Band 82, 1999, S. 896, arxiv:astro-ph/9807002.
- N. A. Bahcall, J. P. Ostriker und P. J. Steinhardt: The Cosmic Triangle: Revealing the State of the Universe. In: Science. Band 284, 1999, S. 1481, arxiv:astro-ph/9906463.
- D. N. Spergel und P. J. Steinhardt: Observational evidence for self-interacting cold dark matter. In: Physical Review Letters. Band 84, 2000, S. 3760, arxiv:astro-ph/9909386.
- J. Khoury, B. A. Ovrut, P. J. Steinhardt und N. Turok: The ekpyrotic universe. Colliding branes and the origin of the hot big bang. In: Physical Review D. Band 64, 2001, 123522, arxiv:hep-th/0103239.
- P. J. Steinhardt und Neil Turok: Cosmic evolution in a cyclic universe. In: Physical Review D. Band 65, 2002, 126003, arxiv:hep-th/0111098.
- P. J. Steinhardt und N. Turok: Endless universe. Beyond the Big Bang. Doubleday, New York [u. a.] 2007, ISBN 978-0-385-50964-0

## Ehrungen
Paul Steinhardt ist Namensgeber für das 2014 anerkannte Mineral Steinhardtit.